# Vlag van Sloten (Noord-Holland)

Vlag van Sloten

De vlag van Sloten is op onbekende datum vastgesteld als de dorpsvlag van de Noord-Hollandse dorp Sloten. De vlag bestaat uit twee evenhoge banen van geel en rood, met op het midden het gemeentewapen van de voormalige gemeente Sloten die in 1816 was vastgesteld.
Omdat er vier plaatsen binnen de voormalige gemeente lagen zijn voor die vier plaatsen symbolen opgenomen in het gemeentewapen. Het dorp lag tot 1921 in de zelfstandige gemeente Sloten, die toen door Amsterdam werd geannexeerd. De ster symboliseert Sloterdijk, de hangsloten staan voor Sloten, de driehoek voor de Vrije Geer en de os voor Osdorp.
De herkomst van de kleuren geel en rood zijn onbekend. De vlag is ontworpen door F. Muller.

## Verwante afbeelding

Wapen van Sloten

Abbekerk
· Assendelft
· Bergen
· Bovenkarspel
· Buitenveldert
· Bussum
· De Rijp
· Driemond
· Groet
· Grootschermer
· Graft
· Hauwert
· Huisduinen
· Julianadorp
· Koog aan de Zaan
· Krommenie
· Krommeniedijk
· Lambertschaag
· Marken
· Middelie
· Muiden
· Muiderberg
· Naarden
· Nauerna
· Nibbixwoud
· Nieuw-Vennep
· Omval
· Opperdoes
· Rijsenhout
· Sijbekarspel
· Sint Pancras
· Sloten
· Spaarndam
· Vogelenzang
· Weesp
· Wijk aan Zee
· Wormerveer
· Zaandijk
· Zwaagdijk-West